# Sven Vermant
Sven Vermant (* 4. April 1973 in Lier) ist ein ehemaliger belgischer Fußballspieler. Nach seinem Karriereende als Aktiver begann er eine Karriere als Fußballtrainer und Sportdirektor.

## Karriere

### Im Verein
Vermant begann seine Karriere beim VK Hooikt. 1989 wechselte er zum KV Mechelen, kehrte aber bereits nach einer Saison zum VK Hooikt zurück. 1991 wechselte er wieder zum KV Mechelen und blieb diesmal zwei Jahre dort. 1993 wechselte er zum FC Brügge. Mit dem FC Brügge wurde er 1995 und 1997 belgischer Meister und 1995 und 1996 belgischer Pokalsieger. Zur Saison 2001/02 wechselte er ablösefrei zum FC Schalke 04. Mit dem FC Schalke 04 wurde er 2002 DFB-Pokalsieger. Von 2005 bis 2008 spielte er erneut für den FC Brügge. Im Juli 2008 wechselte er zum FC Knokke, wo er kurzzeitig auch Co-Trainer des Cheftrainers Henk Houwaart war.

### In der Nationalmannschaft
Vermant debütierte am 23. August 1995 für die belgische Fußballnationalmannschaft in einem Freundschaftsspiel gegen Deutschland. 2002 nahm er mit Belgien an der Fußball-Weltmeisterschaft teil und erreichte dabei das Achtelfinale. Sein letztes Länderspiel absolvierte Vermant am 4. September 2004 in einem WM-Qualifikationsspiel gegen Litauen. Insgesamt trug er 18 mal das Nationaltrikot.

## Erfolge
- Belgischer Meister: 1996, 1998
- Belgischer Pokalsieger: 1995, 1996, 2007
- Belgischer Supercupsieger: 1994, 1996, 1998, 2005
- Deutscher Pokalsieger: 2002
- UEFA Intertoto Cup: 2003, 2004